# Liga Narodów UEFA (2024/2025)/Grupa C2
W Grupie C2 Ligi Narodów UEFA 2024/25 brały udział następujące zespoły:
- Cypr
- Kosowo
- Litwa
- Rumunia

## Tabela
| Lp. | Drużyna       | M | Z | R | P | B+ | B- | +/– | Pkt | Awans, kwalifikacja lub spadek |  | Rumunia | Kosowo | Cypr | Litwa |
| --- | ------------- | - | - | - | - | -- | -- | --- | --- | ------------------------------ |  | ------- | ------ | ---- | ----- |
| 1   | Rumunia (A)   | 6 | 6 | 0 | 0 | 18 | 3  | +15 | 18  | awans do Dywizji B             |  |         | 3–0    | 4–1  | 3–1   |
| 2   | Kosowo (B, A) | 6 | 4 | 0 | 2 | 10 | 7  | +3  | 12  | baraż o awans                  |  | 0–3     |        | 3–0  | 1–0   |
| 3   | Cypr          | 6 | 2 | 0 | 4 | 4  | 15 | −11 | 6   |                                |  | 0–3     | 0–4    |      | 2–1   |
| 4   | Litwa (S)     | 6 | 0 | 0 | 6 | 4  | 11 | −7  | 0   | klasyfikacja 4. miejsc         |  | 1–2     | 1–2    | 0–1  |       |

1. ↑  Mecz Rumunia – Kosowo został przerwany przy wyniku 0–0 w doliczonym czasie gry drugiej połowy po zejściu drużyny Kosowa z boiska, po tym jak rumuńscy kibice zaczęli skandować pro-serbskie i anty-kosowskie hasła. Sprawa zostanie skierowana do Komisji Kontroli, Etyki i Dyscypliny UEFA[2]. Mecz uznano za wygraną Rumunii 3–0[3][4].

## Wyniki
| 6 września 2024 | Litwa | 0:1   | Cypr      |                                                                             |
| 18:00 CEST      |       | (0:1) | 34' Pitas | Stadion im. S. Dariusa i S. Girėnasa, Kowno Widzów: 4905 Sędzia: Igor Pajac |

| 6 września 2024 | Kosowo | 0:3   | Rumunia                               |                                                                               |
| 20:45 CEST      |        | (0:1) | 40' Man · 51' (k.) Marin · 82' Drăguș | Stadion im. Fadila Vokrriego, Prisztina Widzów: 12 872 Sędzia: Aliyar Aghayev |

| 9 września 2024 | Cypr | 0:4   | Kosowo                                           |                                                            |
| 18:00 CEST      |      | (0:2) | 9' (k.), 21' Muriqi · 48' Rrahmani · 55' Dellova | AEK Arena, Larnaka Widzów: 2041 Sędzia: Sebastian Gishamer |

| 9 września 2024 | Rumunia                                     | 3:1   | Litwa     |                                                                   |
| 20:45 CEST      | Mihăilă 4' · Marin 87' (k.) · Mitriță 90+2' | (1:1) | 34' Kučys | Stadionul Steaua, Bukareszt Widzów: 28 168 Sędzia: Rade Obrenovič |

| 12 października 2024 | Litwa          | 1:2   | Kosowo                      |                                                                               |
| 15:00 CEST           | Golubickas 84' | (0:1) | 20' Zhegrova · 65' Krasniqi | Stadion im. S. Dariusa i S. Girėnasa, Kowno Widzów: 7554 Sędzia: Ondřej Berka |

| 12 października 2024 | Cypr | 0:3   | Rumunia                                 |                                                          |
| 20:45 CEST           |      | (0:3) | 16' Man · 25' (k.) Marin · 36' Drăgușin | AEK Arena, Larnaka Widzów: 6092 Sędzia: Sascha Stegemann |

| 15 października 2024 | Litwa         | 1:2   | Rumunia                     |                                                                             |
| 20:45 CEST           | Kučys 7' (k.) | (1:1) | 18' (k.) Marin · 65' Drăguș | Stadion im. S. Dariusa i S. Girėnasa, Kowno Widzów: 2585 Sędzia: Nick Walsh |

| 15 października 2024 | Kosowo                                   | 3:0   | Cypr |                                                                          |
| 20:45 CEST           | Rrahmani 30' · Krasniqi 52' · Sahiti 70' | (1:0) |      | Stadion im. Fadila Vokrriego, Prisztina Widzów: 12 683 Sędzia: Matej Jug |

| 15 listopada 2024 | Cypr                       | 2:1   | Litwa        |                                                         |
| 20:45 CET         | Kastanos 18' · Dzionis 63' | (1:0) | 47' Gineitis | AEK Arena, Larnaka Widzów: 1733 Sędzia: Nenad Minaković |

| 15 listopada 2024 | Rumunia | 3:0   | Kosowo |                                                             |
| 20:45 CET         |         | (0:0) |        | Arena Narodowa, Rumunia Widzów: 48 957 Sędzia: Morten Krogh |

| 18 listopada 2024 | Kosowo     | 1:0   | Litwa |                                                                                   |
| 20:45 CET         | Jashari 5' | (1:0) |       | Stadion im. Fadila Vokrriego, Prisztina Widzów: 12 856 Sędzia: Kristoffer Hagenes |

| 18 listopada 2024 | Rumunia                                  | 4:1   | Cypr      |                                                              |
| 20:45 CET         | Bîrligea 2' · Marin 42', 80' · Coman 83' | (2:0) | 52' Pitas | Arena Narodowa, Rumunia Widzów: 45 318 Sędzia: Luca Pairetto |

## Strzelcy

### 6 goli
- Răzvan Marin

### 2 gole
- Joanis Pitas
- Ermal Krasniqi
- Vedat Muriqi
- Albion Rrahmani
- Armandas Kučys
- Denis Drăguș
- Dennis Man

### 1 gol
- Marinos Dzionis
- Grigoris Kastanos
- Lumbardh Dellova
- Muharrem Jashari
- Emir Sahiti
- Edon Zhegrova
- Gvidas Gineitis
- Paulius Golubickas
- Daniel Bîrligea
- Florinel Coman
- Radu Drăgușin
- Valentin Mihăilă
- Alexandru Mitriță